# Clàudia Cos
Clàudia Cos és una actriu catalana. És coneguda a Catalunya pel seu paper a la sèrie de TV3 Ventdelplà, on interpreta el paper de Cristina. Ha participat en el film Xtrems, dels directors Abel Folk i Joan Riedweg, considerat com una de les revelacions de l'any 2009. Es va formar a Barcelona i als EUA.

## Trajectòria professional

### Teatre
- Cyrano de Bergerac. Dir. Albert Pueyo. Teatre Borràs.
- River through Time. Dir. Phillip Hardy (Gira per Irlanda).
- The Seagull (La Gavina). Dir. Andrei Savchenko. Teatre Nacional de Minsk, Belarús.
- Encuentros. Dir. Ragnar Conde (Mèxic).
- The Bear. Dir. Juan Souki. Columbia University, Nova York, Estats Units.

### Cinema
- 2009: Xtrems. Dir. Abel Folk.
- 2009: El hilo de Ariadna. (curtmetratge) Dir. Luis M. Fernández.
- 2008: 8 citas. Dir. Peris Romano i Rodrigo Sorogoyen.
- 2008: Enloquecidas. Dir. Juan Luis Iborra.
- 2007: Hidden Camera. Dir. Bryan Goeres (V.O. en anglès).

### Televisió
- 2007: R.I.S. Sèrie de Videomedia per a Telecinco (col·laboració).
- 2007-2010: Ventdelplà. (TV3 i Diagonal TV).
- 2006: Los Serrano. Sèrie de Globomedia per a Telecinco (col·laboració).
- 2006: Tirando a dar. (Telecinco).
- 2006: SMS. Sèrie de Globomedia per a La Sexta.
- 2006: Mar de fons. (TV3 i Diagonal TV (col·laboració)).